# Spanioplanus mitis
Spanioplanus mitis is een spinnensoort uit de familie hangmatspinnen (Linyphiidae). De soort komt voor in Venezuela en Peru.